# Слободан Ковачевић (пуковник)
Слободан Ковачевић (Бравски Ваганац, Босански Петровац, 20. фебруар 1947) је пуковник Војске Републике Српске.

## Биографија
Подофицирску школу јединица везе завршио је 1964, а за чин официра положио 1968. године. Течај за усавршавање официра везе завршио је 1972. у Београду, а Високу војнополитичку школу ЈНА 1988. године. Службовао је у гарнизонима Београд, Хан Пијесак и Нови Сад. Службу у ЈНА завршио је на дужности помоћника у одјељењу за организацијско-мобилизацијске и персоналне
послове 12. корпуса, у чину потпуковника. У ВРС је био од дана њеног оснивања до пензионисања, 28. фебруара 2002. Био је начелник одјељења у Управи за организацију и формацију Сектора за
организацијско-мобилизацијске и персоналне послове ГШ ВРС. У чин пуковника унапријеђен је 16. децембра 1992. У ЈНА је одликован Орденом за војне заслуге са сребрним мачевима, Орденом народне армије са сребрном звијездом и Орденом заслуга за народ са сребрном звијездом, а у ВРС Орденом Карађорђеве звијезде II реда.